# Václav Klaus
Václav Klaus [ˈvaːʦlaf ˈklaʊ̯s], né le 19 juin 1941 à Prague, est un homme d'État tchèque, président du gouvernement de 1992 à 1998 et président de la République de 2003 à 2013.

## Biographie

### Jeunesse et études
Klaus, est né à Prague dans le quartier de Vinohrady, il sort diplômé de l'École supérieure d'économie de Prague en 1963, et poursuit ses études en Italie (1966) et aux États-Unis (1969). Lors du Printemps de Prague, il rentre en République socialiste tchécoslovaque et écrit des articles économiques dans Tvář, journal réformiste et non-communiste. Il poursuit ses études à l'Institut d'économie de l'Académie des Sciences tchécoslovaque (institut d'État), qu'il quitte après des pressions politiques. Il rentre alors à la Banque d'État de Tchécoslovaquie en 1970, plus particulièrement chargé du secteur stratégique des devises dites dures. Il rejoint en 1987 l'Institut des prédictions de l'Académie des Sciences de Tchécoslovaquie, institut d'État aux tendances politiques pro-perestroïka. En 1995, son alma mater, l'École supérieure d'économie de Prague, lui décerne le titre de professeur de finance.
Il est docteur honoraire de plus de 50 établissements et a écrit plus d'une vingtaine de livres sur des sujets économiques, politiques ou sociaux. Il est membre de la Société du Mont Pèlerin, une organisation internationale de promotion du libéralisme et collabore au Cato Journal, journal du CaTo Institute, un think tank libertarien américain.
Marié à Livia Mištinová (1943), une économiste nommée, en 2013, ambassadrice de la République tchèque en Slovaquie, Václav Klaus a deux fils : Václav (1969) et Jan (1974).

### Parcours politique

#### Ministre fédéral des Finances de la Tchécoslovaquie (1989-1992)
Václav Klaus entre en politique peu après la Révolution de velours que connut la Tchécoslovaquie en 1989. Fort de son expérience d'économiste, il est nommé ministre fédéral des Finances de Tchécoslovaquie.

#### Cofondateur et président de l'ODS (1991-2002)
En avril 1991, il est membre fondateur du Parti démocratique civique (ODS, Občanská demokratická strana), le principal parti de la droite libérale. Il restera président de l'ODS jusqu'à l'automne 2002.

#### Président du gouvernement (1993-1997)
En juin 1992, l'ODS gagne les élections en République tchèque avec un programme réformateur alors qu'en Slovaquie le parti nationaliste HZDS (mouvement pour une Slovaquie démocratique) de Vladimír Mečiar, ancien boxeur et membre important de la StB, arrive en tête. La République fédérale tchèque et slovaque ne survit pas aux divergences politiques et les deux chefs de gouvernements s'accordent, sans consultation populaire, sur la fin de la Fédération et le partage de ses avoirs. Klaus et Mečiar créent un gouvernement fédéral provisoire qui doit se charger de diviser le pays, ce qui est réalisé au 1er janvier 1993, malgré l'opposition farouche du président de la République de l'époque, Václav Havel.
Václav Klaus reste à son poste de président du gouvernement dans la nouvelle Tchéquie après la scission du pays et se voit réélu en 1996, même si l'ODS subit une perte d'influence au Parlement et que le gouvernement éprouve de plus en plus de difficultés à régler les problèmes économiques.
À l'automne 1997, Václav Klaus et son gouvernement doivent démissionner à la suite du scandale du financement de l'ODS. Klaus est par la suite innocenté des faits qui avaient entraîné sa démission.

#### Président de la Chambre des députés (1998-2002)
L'ODS perd les élections législatives en 1998 et Miloš Zeman, président du Parti social-démocrate tchèque (ČSSD), remplace Klaus à la tête du gouvernement. Le ČSSD est cependant minoritaire, et doit pour gouverner passer un « accord d'opposition » (opoziční smlouva) avec l'ODS. Klaus devient ainsi président de la Chambre des députés.
L'ODS perd à nouveau les élections législatives en juin 2002. Après avoir tergiversé, Klaus démissionne de son poste de président de l'ODS. Il est alors élu à l'unanimité président d'honneur du parti.

#### Président de la République tchèque (2003-2013)
Après plus de cinq années passées dans l'opposition, le 28 février 2003, Václav Klaus est élu président de la République tchèque par les deux chambres du Parlement en remplacement de Václav Havel, un de ses plus ardents opposants depuis la scission de 1993. Pour cette élection, l'ODS ne disposait initialement pas de suffisamment de voix pour faire élire son candidat. Mais après deux tours infructueux, Klaus reçut 142 voix sur 281. Le CSSD, majoritaire, miné par les rivalités, ne trouvait pas de candidat commun ; avec l'aide du groupe communiste, qu'Havel avait ostracisé, de quelques dissidents du ČSSD et même d'éléments des chrétiens-démocrates de la KDU-ČSL, Klaus parvient à rassembler les voix nécessaires pour être élu. Peu après son investiture, le nouveau président jouit d'une popularité élevée.
Candidat à un second mandat pour l'élection présidentielle de 2008, soutenu par son parti, l'ODS, il réunit sur son nom, au troisième tour de scrutin, 141 voix sur les 279 députés et sénateurs qui ont pris part au vote. Il bat ainsi son rival, l'économiste libéral Jan Švejnar, soutenu par les Verts gouvernementaux et les sociaux démocrates appartenant à l'opposition, qui a quant à lui, été soutenu par 111 parlementaires. La candidate communiste, Jana Bobošíková, a retiré sa candidature avant le troisième tour de scrutin.
Il quitte ses fonctions de président de la République le 7 mars 2013, la veille de l'investiture de son successeur, Miloš Zeman.

## Prises de position

### Politique européenne

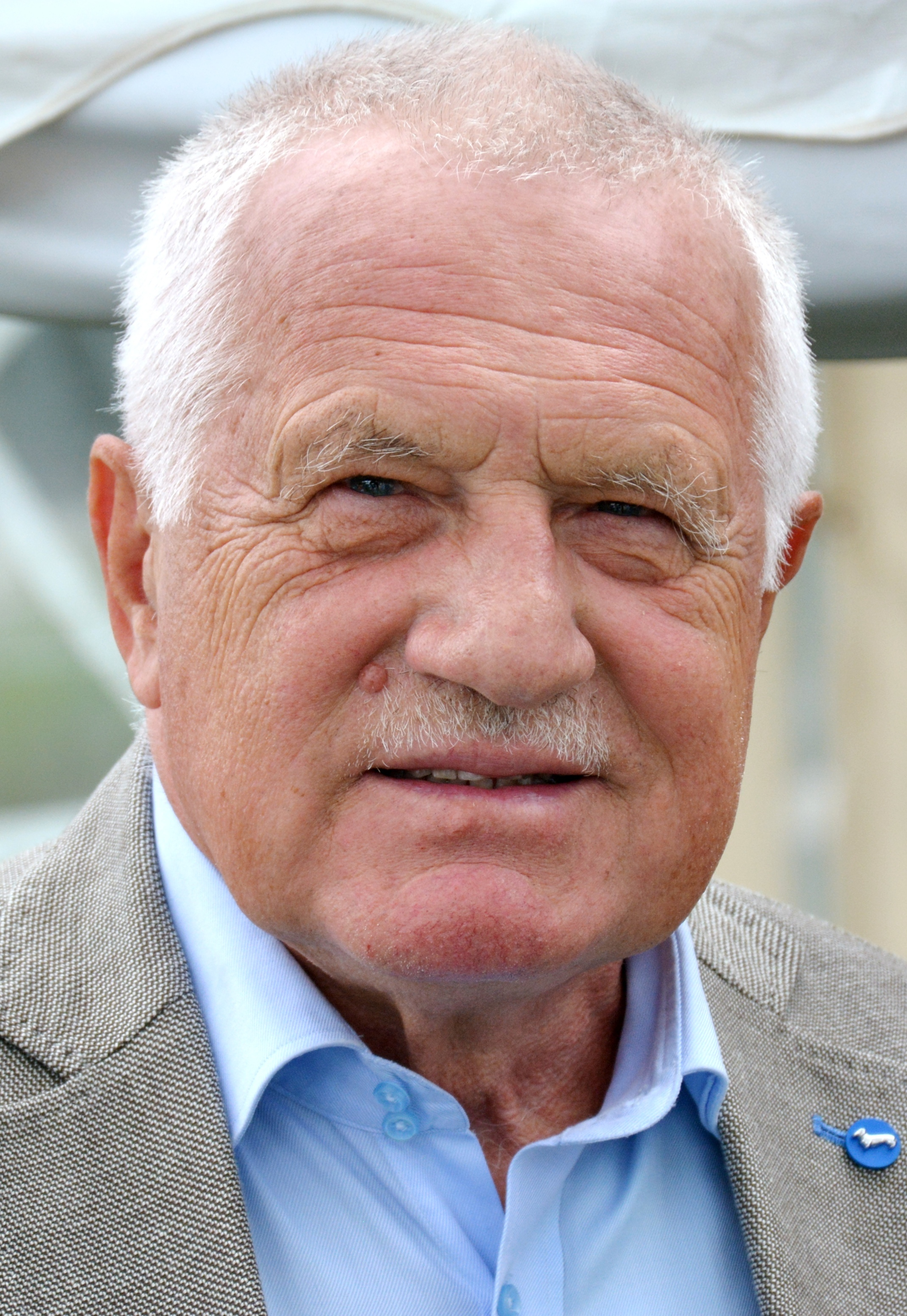
Václav Klaus en 2015.

Václav Klaus est généralement connu pour son euroscepticisme, même s'il refuse cette étiquette commode pour le mot de « réaliste ». Il a particulièrement marqué sa différence lors de l'adhésion de la République tchèque à l'Union européenne le 1er mai 2004 en bannissant le drapeau européen du château présidentiel de Prague. Il a également multiplié les déclarations contre la Constitution européenne. Il faut préciser néanmoins que Václav Klaus a été et demeure favorable au maintien de la République tchèque au sein de l'Union européenne. Dans son discours au Parlement européen du 19 février 2009, il apparaît qu'il considère l'Union européenne comme nécessaire et utile, mais il désapprouve la manière dont ses dirigeants, non élus, les « technocrates » de Bruxelles, la gouvernent sans aucune participation populaire ni alternative possible, organisation qu'il rapproche de celle de l'ancienne URSS. Il condamne sévèrement le « déficit démocratique » de l'Union européenne.
En 2009, il refuse de signer la ratification du traité de Lisbonne en expliquant notamment que la Charte des Droits fondamentaux pourrait remettre en cause les décrets Beneš qui avaient exproprié et expulsé 3 millions d'Allemands des Sudètes après la seconde guerre mondiale. Cet argument est considéré comme faux par plusieurs hommes politiques européens. Néanmoins, le 3 novembre de la même année, il signe le traité après avoir obtenu une exemption concernant la Charte des droits fondamentaux de l'Union européenne et que la Cour constitutionnelle tchèque ait jugé le traité conforme à la loi fondamentale du pays. Il déclare lors de son point presse que: « Avec l'entrée en vigueur du traité de Lisbonne, la République tchèque va cesser d'être un État souverain ».
Václav Klaus est un admirateur de l'ancien Premier ministre britannique Margaret Thatcher. S'opposant au député Vert Daniel Cohn-Bendit, il dénonce l'attitude des eurodéputés qui lui rappelle « la façon dont parlaient les Soviétiques ».
Inaugurant en 2009 la présidence de l'Union européenne par la République tchèque, il déclare encore marquant son scepticisme : « Un petit pays n'a d'influence sur rien ». Opposant à la monnaie unique, il estime que l'Union européenne est responsable de ce qu'il rejette.
Il intervient à plusieurs reprises publiquement lors de la crise migratoire en Europe en 2015. Lors d'un entretien avec le journaliste Alimuddin Usmani, il se montre critique envers la volonté d'instaurer des quotas de réfugiés pour les pays de l'UE. Il estime même que ces quotas pourraient briser l'UE
Fin septembre 2015, dans une tribune du quotidien allemand Die Welt, il condamne sévèrement la politique d'ouverture d'Angela Merkel, avançant que la plupart des migrants sont mus par des considérations économiques et ne peuvent être considérés comme des réfugiés et que la véritable motivation des hommes politiques prônant une telle « politique d'accueil » est « de durablement détruire la cohésion des sociétés existantes en Europe ».

### Réchauffement climatique
En 2007, Václav Klaus publie Planète bleue en péril vert, en réponse au film d'Al Gore (Une vérité qui dérange) et se rattachant aux thématiques liées aux controverses sur le réchauffement climatique, dans lequel il accuse les « environnementalistes » de propager une idéologie « aussi dangereuse que le communisme », qui selon lui « menace la liberté, la démocratie, et la prospérité ». Il pointe en particulier les risques que représente selon lui l'environnementalisme pour la liberté de l'homme. Ainsi, invité à l'ONU pour la conférence internationale sur le changement climatique, il prononça le 4 mars 2008 un discours intitulé L'alarmisme écologiste est une menace pour la liberté. Il affirme qu’il n’y a pas de consensus scientifique réel en faveur de l’hypothèse du réchauffement climatique d’origine humaine.[réf. nécessaire]
Pour les mêmes raisons, il refuse de signer la loi sur les sources d'énergie renouvelable argumentant du danger lié à l’augmentation du prix de l'énergie électrique et du caractère dévastateur pour la nature de certains projets. La loi est par la suite votée, suscitant un financement important de groupes financiers dans le photovoltaïque et un brusque amendement de la loi fin 2010 faisant suite aux annonces d'augmentation massive du prix de l'électricité, augmentations supportées par les citoyens tchèques.
Il est recruté par la multinationale américaine ExxonMobil, qui finance des activités visant à remettre en question le lien entre réchauffement climatique et activités humaines, pour être l'un des orateurs d'une conférence à New York (8 au 10 mars 2009) rassemblant des personnalités climatosceptiques.

## Distinctions
- Docteur honoris causa de l'université Waseda[11]
- Grand-croix de l'ordre d'Isabelle la Catholique